# مبادئ التمارين العلاجية
مبادئ التمارين العلاجية هو كتاب نشر عام 1953 ل م. دينا غاردينر.

## عن الكتاب
يشرح الكتاب مبادئ التمارين العلاجية بالتفصيل، والتمري البدني والنشاط الحركي الذي يحسن الحالة بالدنية والصحية.
التدريب البدني يحمي ويحسن صحة المريض وميكانيكية التدريب البدني تلعب دوراً رئيسيا في العلاج، مثل المشي و الجري والسباحة و التزلج على الجليد و ركوب الدراجة واللعب و الرقص واليوغا و كل التمارين الجسدية أو البدنية، كما يشرح الكتاب أمكانية التحكم في أمراض القلب والسكري والسمنة عن طريق ممارسة التمارين.
كما يدعي الكتاب أن التمارين تخفف وتساعد على الحد من خطر التخلف العقلي و تحسين المناعة .
في عام 1954 قامت المجلة البريطانية للعلاج الوظيفي بمراجعة الكتاب وتمت الإشارة إلى أن «الآنسة غاردينر تستحق التهنئة على العمل الممتاز وأنه لا غنى عنه لجميع الممارسين في تأهيل الأشخاص ذوي الإعاقة»  كما قامت مجلة العلاج الطبيعي بمراجعة الكتاب أيضاً. وتم أستخدام الكتاب كمرجع جامعي لطلاب العلاج الطبيعي 